# St. Wolfgang (Überacker)

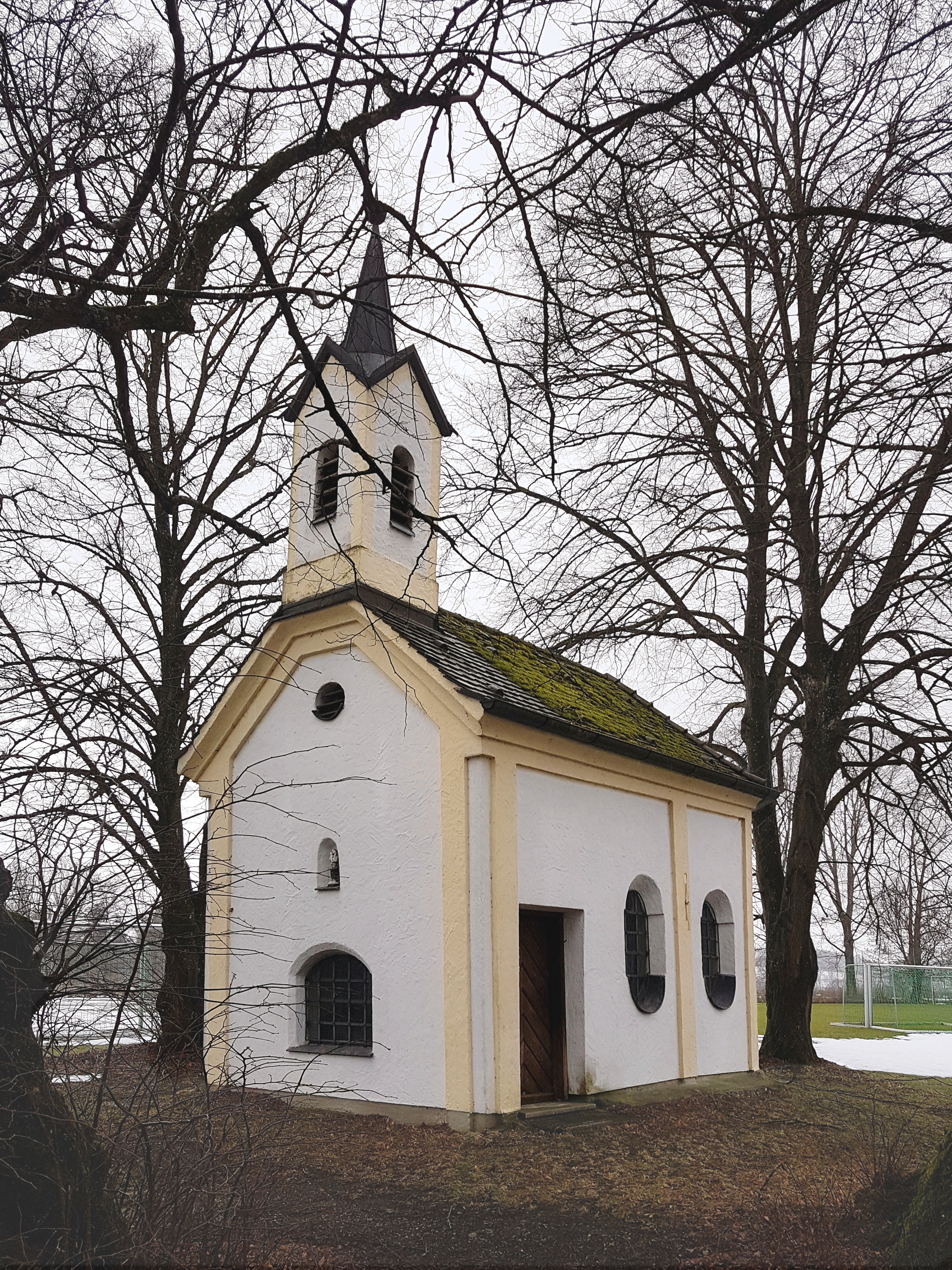
St. Wolfgang in Überacker

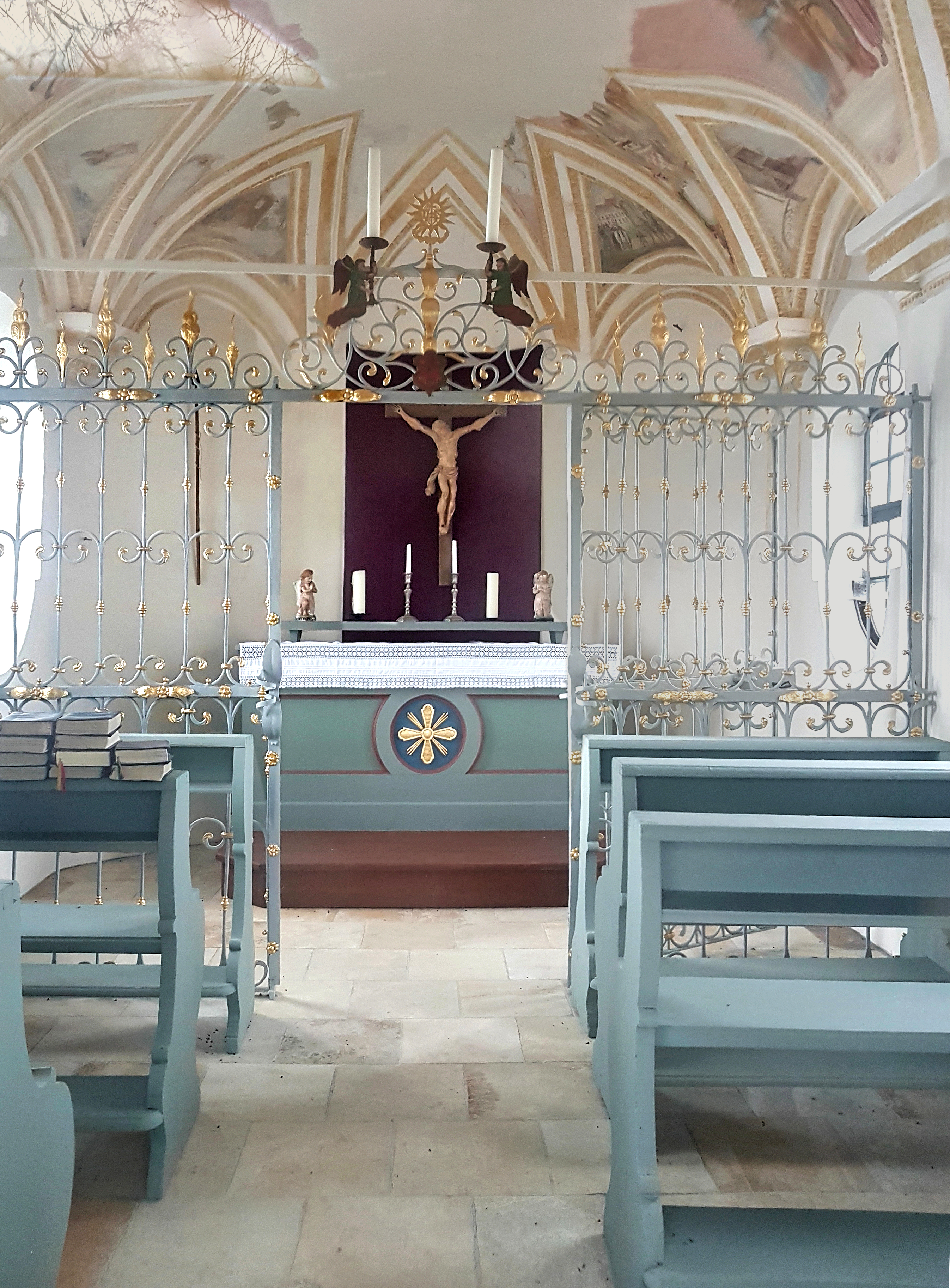
Innenansicht

Die römisch-katholische Kapelle St. Wolfgang steht in Überacker, einem Gemeindeteil von Maisach im oberbayerischen Landkreis Fürstenfeldbruck. Sie ist in der Liste der Baudenkmäler in Maisach unter der Nummer D-1-79-134-11 eingetragen. Die Kapelle gehört zum Dekanat Fürstenfeldbruck im Erzbistum München und Freising.

## Beschreibung
Die Kapelle wurde 1700/01 anstelle einer Einsiedelei erbaut. Der Saalbau besteht aus dem Langhaus und dem dreiseitig geschlossenen Chor im Westen. Auf dem Satteldach des Langhauses erhebt sich über der Fassade im Westen ein quadratischer Dachreiter mit spitzem Helm. 